# Гислаберт I (граф Руссильона)

Каталонские графства в IX—XII веках

Гислабе́рт I (фр. Guislabert Ier; умер в 1013 или вскоре после этого) — граф Руссильона (991—не ранее 1013), родоначальник Руссильонской династии, представители которой правили графством до 1172 года.

## Биография
Гислаберт был младшим сыном графа Ампурьяса и Руссильона Госфреда I из Ампурьясской династии. После смерти отца в 991 году, согласно его завещанию, он унаследовал графство Руссильон, в то время как его старший брат Уго I получил графство Ампурьяс и округ Перелада. Таким образом, Гислаберт I стал первым правителем Руссильона, управлявшим только одним этим графством, без соединения с каким-либо другим феодальным владением.
О правлении графа Гислаберта I почти ничего не известно. Единственная дошедшая до наших дней хартия, подписанная им, датирована 3 ноября 1007 года. В ней Гислаберт и его брат Уго передавали монастырю Сан-Пере-де-Рода некоторые земли в Ампурьясе, доставшиеся им от отца. В ноябре 1010 года граф Гислаберт I упоминается как участник большого собрания светской знати и духовенства Каталонии, состоявшегося в Сео-де-Уржеле. Это собрание историки считают одним из первых проявлений каталонского регионального единства, возглавляемого графами Барселоны.
К правлению Гислаберта I, вероятно, относится и перенос графской резиденции правителей Руссильона из Кастель-Росселло в город Перпиньян.
Гислаберт I умер в 1013 году или вскоре после этой даты. Руссильон унаследовал его ещё несовершеннолетний старший сын Госфред II.
Гислаберт I был женат два раза: первой его женой была Белиарда, второй — Эрменгарда. Происхождение обеих жён графа неизвестно. Детьми Гислаберта, вероятно, от первого брака, были:
- Госфред II (умер в 1074) — граф Руссильона (не ранее 1013—1074)
- Сунийе II (умер в 1031) — епископ Эльны (1031)
- Беренгер IV (умер в 1053) — епископ Эльны (1032—1053)